# Bazylika św. Ludwika Króla i Wniebowzięcia Najświętszej Maryi Panny w Katowicach

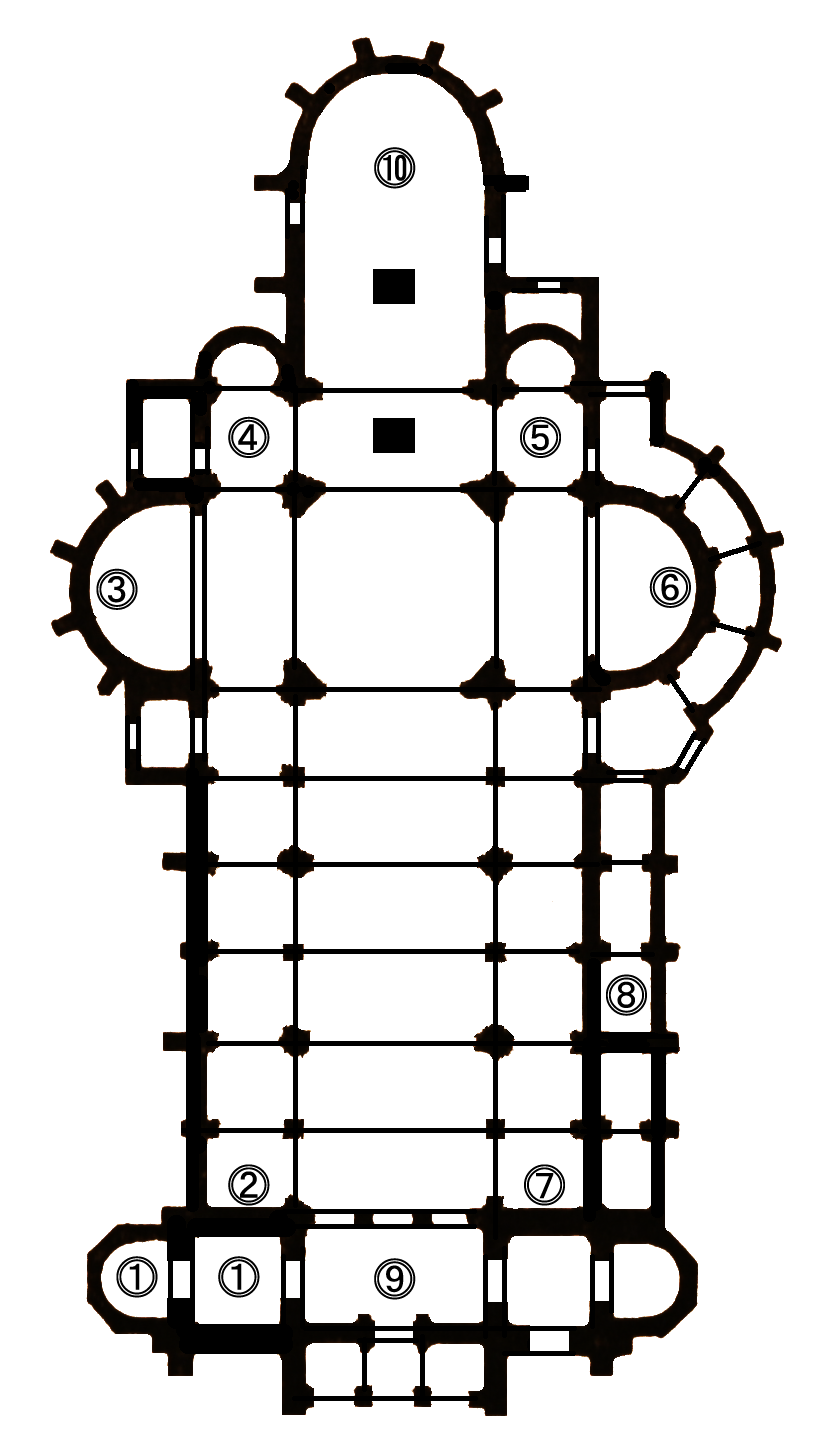
1. Dawna Kaplica Najświętszego Sakramentu
2. Ołtarz św. Barbary
3. Ołtarz św. Franciszka z Asyżu
4. Kaplica świętych Romana
i Ptolemeusza z Nepi
5. Kaplica NMP Częstochowskiej
6. Ołtarz św. Antoniego z Padwy
7. Ołtarz NMP Bolesnej – Pietà
8. Kaplica NMP Fatimskiej z adoracją
9. Kruchta pod chórem organowym
10. Chór zakonny ze stallami

Bazylika św. Ludwika Króla i Wniebowzięcia Najświętszej Maryi Panny – neoromański kościół klasztorny w Katowicach-Panewnikach z początku XX wieku, centrum pielgrzymkowe w okresie Bożego Narodzenia ze względu na budowaną rokrocznie szopkę. Wraz z przyległą kalwarią miejsce kultu Męki Pańskiej. Jest kościołem parafialnym dla prowadzonej przez franciszkanów z Prowincji Wniebowzięcia NMP Zakonu Braci Mniejszych w Katowicach parafii.

## Historia

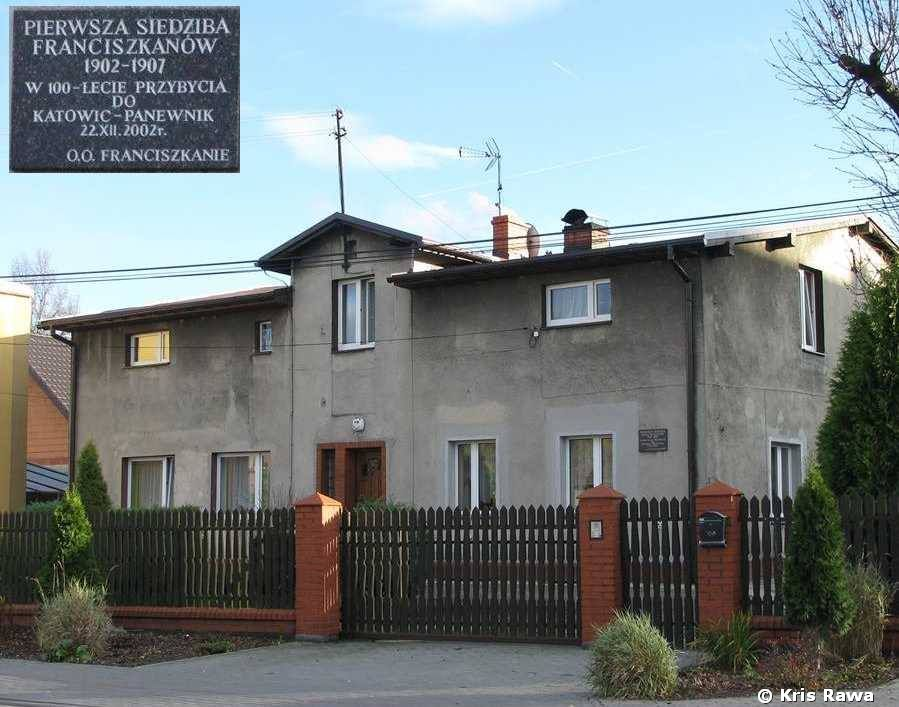
Pierwsza siedziba Franciszkanów w Panewnikach. Przybyli do Starych Panewnik w 1902 roku franciszkanie zaadaptowali na potrzeby kultu zakupiony dom przy ul. Panewnickiej 439.

W XIX wieku franciszkanie z Góry Świętej Anny często przybywali na teren rozwijającej się w sensie przemysłowym i demograficznym wschodniej rubieży Górnego Śląska. Panewniki (dzisiejsza dzielnica Katowic), tak jak sąsiadujące z nimi osady, leżały wówczas na terenie Cesarstwa Niemieckiego. O sprowadzeniu franciszkanów na stałe na teren Panewnik zadecydowały względy duszpasterskie – zwiększała się liczba mieszkańców zarówno Panewnik, jak i pobliskiej Ligoty. Kościołem parafialnym była świątynia w Mikołowie, odległa w linii prostej o 7 km.
Teren pod budowę kościoła i klasztoru w Panewnikach kupiono od Johanna Kopinioka za 12,5 tys. marek niemieckich. W kupno 8 hektarów nad Kłodnicą, na których dzisiaj stoi zespół klasztorny oraz sąsiadująca kalwaria, zaangażowany był ks. Ludwik Skowronek z Bogucic. To on wpłacił zaliczkę w kwocie 1300 marek. Pozostałą sumę wrocławska kuria diecezjalna uregulowała z pieniędzy pozostawionych na cel misji franciszkańskiej przez ks. Józefa Raszka z Lipin. Ordynariusz wrocławski kardynał Georg Kopp wydał zgodę na budowę klasztoru i osiedlenie się zakonników, co potwierdza list skierowany do mikołowskiego proboszcza ks. Augustyna Schumanna z 16 lutego 1901 roku. Tego samego roku dokupiono jeszcze 1,75 ha gruntu od Franciszka Kempskiego z Ligoty. Franciszkanie postanowili zrzec się własności gruntu na rzecz kurii wrocławskiej. Dopiero w roku 1984, staraniem ówczesnego prowincjała o. Damiana Szojdy OFM, teren na granicy Ligoty i Panewnik, na którym stoi bazylika i konwent, stał się własnością wspólnoty zakonnej.
Przybyli do Starych Panewnik w 1902 roku franciszkanie zaadaptowali na potrzeby kultu zakupiony dom przy ul. Panewnickiej 439. W 1905 roku wzniesiono kopię Groty Lourdzkiej nad Kłodnicą (obecnie na terenie Kalwarii Panewnickiej), gdzie można było odprawiać msze św. w okresie letnim. Ustanowieniu tego miejsca kultu sprzeciwiał się naczelnik powiatowy Johann Bialetzki z Murcek, związany z Richardem Holtzem, współzałożycielem Katowic. Ostatecznie orzeczenie starosty pszczyńskiego hr. von Heykinga spowodowało wycofanie zarzutów Bialetzkiego. Po dokończeniu groty w 1905 roku przystąpiono do budowy klasztoru i kościoła według projektu franciszkanina br. Mansuetusa Fromma OFM. Tego samego roku otrzymano zezwolenie władz w Berlinie. Prace budowlane rozpoczęto 4 października od odprawienia mszy św. przez przełożonego Kustodii Św. Jadwigi o. Krystiana Kozubka OFM. Do tej jednostki administracyjnej należeli zakonnicy przybyli na Górny Śląsk. Kamień węgielny pod kościół wmurował dziekan z Mokrego ks. Ryszard Stehr 1 lipca 1906 roku. Kierownictwo nad robotami powierzone zostało Franciszkowi Neumannowi z Bytomia.
Codziennie przed rozpoczęciem budowy odprawiano krótkie nabożeństwo, a w grocie mszę św. Zatrudnionych było około dwustu robotników, w tym wielu ochotników z okolicy. Do pomocy przychodziło wiele kobiet i dziewcząt. Do pracy ze swoimi zaprzęgami stawiali się też gospodarze z Panewnik, Piotrowic, Ochojca i Kostuchny. Podczas budowy nie zgłoszono żadnego urazu ani wypadku przy pracy.
Stan surowy kościoła i klasztoru osiągnięto na wiosnę 1907 roku, a pod koniec roku położono dach, kończąc równocześnie wieże i kopułę (ta ostatnia pokryta została mozelskim łupkiem kamiennym). 29 września 1907 roku ks. Ludwik Skowronek poświęcił pięć nowych dzwonów dla klasztoru, wtedy też zamieszkali w nim zakonnicy. Roboty stolarskie, ciesielskie i kowalskie wykonywali w wybudowanych przyklasztornych warsztatach bracia zakonni. W 1908 roku wstawiono witraże wykonane przez pracownię Victora Antona i Victora Johanna Forstów w Münsterze w Westfalii i położono posadzkę. Półtora miesiąca trwało umieszczanie na kopule 1,5-tonowej figury św. Franciszka z Asyżu.
Budowa całego zespołu klasztornego kosztowała 1 166 215 marek, nie wliczając bezpłatnych dobrowolnych prac ludności oraz ofiar materialnych darczyńców (drewno, piasek, kamień itp.). Wśród najznamienitszych darczyńców kroniki klasztorne wymieniają: Łazarza IV Henkel von Donnersmarcka z linii bytomsko-siemianowickiej z żoną Marią von Schweinitz, Franciszka II Xavera Grafa von Ballestrem z Pławniowic z żoną Jadwigą von Sauerma-Jeltsch oraz małżeństwo hrabiego Hansa Urlicha von Schaffgotsch z Kopic koło Grodkowa i Joanny Schaffgotsch.
Kościół konsekrował 19 lipca 1908 roku kard. Georg Kopp. Uroczystość zgromadziła 80 tys. wiernych. Do stacji w Ligocie uruchomiono ponad 50 specjalnych pociągów. Do Panewnik przybyli w tym dniu pochodzący z Górnego Śląska posłowie do parlamentu pruskiego. W początkowym okresie działalności franciszkanów w Panewnikach spotykali się oni z ostrymi atakami prasowymi: prasa niemiecka posądzała zakonników o bycie siedliskiem polskości, zaś prasa polska o germanizację. Nabożeństwa i msze św. były odprawiane po łacinie, ataki dotyczyły kazań głoszonych zarówno po polsku, jak i niemiecku.
Ołtarz główny świątyni ukończono w lipcu 1909 roku. Stacje drogi krzyżowej poświęcono 13 lutego 1910 roku. Kościół zamierzano wyposażyć w oświetlenie elektryczne., ale stało się to możliwe dopiero w latach międzywojennych. Po soborze watykańskim II przebudowano prezbiterium, kierując się zasadami reformy liturgicznej. Kościół ten jest bazyliką mniejszą od 12 listopada 1974 roku, tytuł nadał papież Paweł VI.
Od 1908 roku (lub 1913) w bazylice budowana jest szopka, która obecnie jest największą w Europie ołtarzową szopką.

## Architektura
Budowla bazyliki, podobnie jak i całego zespołu klasztornego, nawiązuje do stylu romańskiego. Kościół jest nieorientowany – prezbiterium zwrócone jest ku północy z odchyleniem 27 stopni ku wschodowi. Zewnętrzne ściany budynku wykonane są z cegły klinkierowej o surowej fakturze. Koncepcja autorska br. Fromma zakładała kamienne ozdoby rzeźbiarskie, jak portale, kolumny portyków i kolumienki okiennych biforiów. Ceglane kształtki tworzą w różnych miejscach fryzy arkadowe oraz gzymsy. Nawa środkowa, transept oraz prezbiterium nakryte są dwuspadowymi dachami z lukarnami. Absyda prezbiterium i absydy boczne okrywają dachy półstożkowe. Kopułę główną przykrywa ośmiopołaciowy dach namiotowy z lukarnami. Nawy i obejście od strony wschodniej przykryte zostały dachami pulpitowymi. Kruchty oraz krużganki nakrywają dwuspadowe dachy poprzeczne. Dachy wież w przedniej części bazyliki stanowią układy ukośnie opadających czterech romboidalnych połaci.
Fasada ma wysokość 28 m. W jej dolnej części znajduje się trójdzielny portyk. Jego sklepienie wspiera się na kolumnach z piaskowca. Portyk dekorowany jest fryzem z blend arkadowych. W niszy w arkadzie środkowej umieszczona została figura św. Floriana. Boczne drzwi do bazyliki znajdujące się pod wieżami w fasadzie ozdabiają arkadowe portale. W centralnej części fasady znajduje się rozeta witrażowa o średnicy 7 m, ograniczona z czterech stron fryzem z kształtek ceramicznych o czterolistnym motywie. W narożnikach znajdują się koliste blendy. Na szczycie fasady umieszczono figurę Matki Bożej, a nad nią krzyż. Po bokach fasady wznoszą się sześciokondygnacyjne wieże o wysokości 48 m. Szczytowe kondygnacje są ostro ścięte w górę i pokryte dachem. W 1913 roku w wieżach zamontowano zegary. Dachy panewnickiej bazyliki pokryte są blachą miedzianą.

## Wnętrze świątyni
Na wnętrze bazyliki składają się trójdzielny korpus nawowy, transept i dwuczęściowe prezbiterium. Bazylika ma długość 76 m. Jej wewnętrzna szerokość wynosi 22,5 m. Nawa środkowa ma wysokość 17,5 m, nawy boczne 7 m. Sklepienie krzyżowo-żebrowe z gurtami opiera się na systemie filarów i kolumn. Konsole głowic filarów ozdabiają anielskie głowy. Po obu stronach nawy środkowej w galerii blend arkadowych umieszczono w 1963 roku malowidła autorstwa Norberta Paprotnego ze scenami z życia św. Franciszka z Asyżu. W nawie głównej i transepcie zawieszone są stacje drogi krzyżowej, wykonane przez firmy niemieckie w Trewirze i Gladbach. Po lewej stronie nawy głównej znajduje się ambona, po prawej rzeźba przedstawiająca św. Ludwika Króla – pierwszego patrona panewnickiej świątyni.

## Ołtarze i kaplice
We wnętrzu bazyliki w Panewnikach znajduje się szereg ołtarzy i kaplic. Przed reformą soborową każdy kapłan odprawiał samemu, tzn. nie w koncelebrze, mszę św. i to w godzinach rannych, stąd większa liczba ołtarzy w bazylice. Konwent panewnicki, obsługujący bazylikę, liczył od kilku do kilkunastu braci (obecnie osiemdziesięciu), w tym trzydziestu kapłanów.

### Dawna Kaplica Najświętszego Sakramentu
Znajduje się na lewo od głównego wejścia do bazyliki. Urządzona została w kruchcie lewej wieży. Poświęcona została 10 września 1988 roku przez prowincjała o. Damiana Szojdę OFM. Wystawiany był w niej każdego dnia Najświętszy Sakrament. Wystrój z blachy i okratowanie zaprojektował Eryk Złotoś z Ligoty. W kaplicy wisi obraz Matki Boskiej Ostrobramskiej. Na prawo od wejścia nad klęcznikami znajdują się: krzyż oświęcimski oraz krzyż z Monte Cassino. W kaplicy znajdują się również: tablica upamiętniająca zakonników poległych i pomordowanych w obozach koncentracyjnych w latach II wojny światowej; tablica upamiętniająca jeńców stalinowskich pomordowanych wiosną 1940 roku w obozach Kozielsku, Ostaszkowie i Starobielsku oraz tablica upamiętniająca uczestników walk w szeregach Konspiracyjnego Wojska Polskiego, Armii Krajowej, Narodowych Sił Zbrojnych, ugrupowania Wolność i Niezawisłość oraz innych organizacji podziemia niepodległościowego zamordowanych i bezimiennie pogrzebanych – na mocy wyroku katowickiego Sądu Wojskowego w latach 1945–1956. Przestała pełnić swoją funkcję, od momentu wprowadzenia dwudziestoczterogodzinnej adoracji w kaplicy fatimskiej.

### Ołtarz św. Barbary
W tyle lewej nawy bocznej. Rzeźba w nastawie przedstawia św. Barbarę z Nikomedii ratującą górników. Nastawę wykonano w Bawarii w 1920 roku.

### Ołtarz św. Franciszka z Asyżu
W lewej absydzie transeptu. Składa się z pięciu płaskorzeźb w kolorze kości słoniowej. Wykonany w 1920 roku przez rzeźbiarza z Ratyzbony Georga Schreinera. Fundacja rodziny Szklorzów z Wełnowca. Nad ołtarzem znajdują się witraże o wysokości 4,6 m. (przedstawiające również sceny z życia zakonodawcy).

### Kaplica świętych Romana i Ptolemeusza z Nepi
W przedłużeniu lewej nawy bocznej. Pierwotnie w tym miejscu znajdował się ołtarz Najświętszego Serca Pana Jezusa. Nowy ołtarz wykonano w 1914 roku we Wrocławiu. Na mensie znajduje się relikwiarz, nad nim dolomitowe cyborium. Relikwiarz próbowano ukraść 12 stycznia 1970 roku. Polichromię ze św. Maksymilianem Kolbe wykonali malarze ze Smoleńska w 1987 roku. Polichromię w absydzie przedstawiającą męczeństwo świętych Romana i Ptolemeusza z Nepi wykonał Roman Pająk. Malowidła zostały odnowione w 1988 roku przez Jana Gałaszka.

### Kaplica NMP Częstochowskiej
W przedłużeniu prawej nawy bocznej. Ołtarz wykonany w Koblencji. Poświęcony w 1910 roku. Fundacja parafii bogucickiej. Kopię obrazu Matki Boskiej Częstochowskiej zakupiła rodzina Szklorz z Wełnowca. Polichromię w absydzie wykonał w 1918 roku malarz Otto Kowalewski. Na lewej ścianie przedstawiony został św. Franciszek proszący o odpust Porcjunkuli. Polichromie były dwukrotnie odnawiane przez Romana Pająka oraz Jana Gałaszka. Ostatni raz w 1988 roku.

### Ołtarz św. Antoniego z Padwy
W prawej absydzie transeptu. Ołtarz zamówiono w 1919 roku w warsztacie rzeźbiarza niemieckiego Georga Schreinera z Ratyzbony. Do Panewnik ołtarz trafił dopiero w 1927 roku. Fundacja rodziny Lapskich z Bytomia. Przedstawia sceny z życia św. Antoniego Padewskiego. Nad ołtarzem znajdują się witraże o wysokości 4,6 m. (również przedstawiające sceny z życia franciszkańskiego cudotwórcy).

### Ołtarz NMP Bolesnej
W tyle prawej nawy bocznej. Rzeźbę w nastawie ołtarzowej wykonał w 1920 roku Bruno Tschötschel z Wrocławia. Przedstawia Pietę. Fundacja Bractwa Matek Chrześcijańskich z Panewnik.

### Kaplica NMP Fatimskiej
Po przebudowie w 1987 roku krużganka okalającego od zewnątrz wschodnią część bazyliki, utworzono w 1988 roku Kaplicę Matki Boskiej Fatimskiej. W kaplicy znajduje się rzeźba sprowadzona w 1960 roku z Fatimy. Po wprowadzeniu dwudziestoczterogodzinnej adoracji pełni funkcję kaplicy adoracyjnej. Otwarta 24 godziny na dobę.

## Prezbiterium
Prezbiterium, stanowiące przedłużenie nawy głównej, dzieli się na dwie części: dolną z ołtarzem głównym, przy którym obecnie sprawowane są msze św. oraz górną, gdzie znajduje się stary ołtarz z tabernakulum i baldachimem. W dolnej części prezbiterium znajdują się przyścienne kaplice Najświętszego Serca Pana Jezusa i Niepokalanego Serca Maryi Panny. W górnym prezbiterium znajduje się chór zakonny ze stallami. Do wystroju chóru należą wykonane w drewnie sceny z życia św. Franciszka oraz figury świętych i błogosławionych. Bogato rzeźbione retabulum wykonane zostało w drewnie dębowym. Ołtarz w górnym prezbiterium poświęcony został w 1908 roku. Jest fundacją III zakonu franciszkańskiego.

## Krypta
W krypcie, pod górną częścią prezbiterium i chóru zakonnego znajduje się kaplica św. Józefa. Do kaplicy prowadzą drzwi od strony bazyliki, od strony furty klasztornej, od strony urzędu parafialnego w podziemiach klasztoru oraz z zewnątrz od strony zachodniej. Jej krzyżowe sklepienie opiera się na dziesięciu filarach. Krypta ma długość 18 m. Ołtarz, przedstawiający transitus św. Józefa, wykonany został w 1908 roku. Fundacja rodziny Rogoszów z Nowego Browińca. Witraże w krypcie przedstawiają sceny z życia św. Józefa. W krypcie znajduje się szereg konfesjonałów. W kaplicy św. Józefa sprawuje się sakrament pokuty.

## Organy
Umowę o budowie organów pomiędzy klasztorem a firmą Berschdorf z Nysy zawarto w 1922 roku. Ich poświęcenia dokonał administrator ks. August Hlond 13 kwietnia 1925 roku. Przebudowy przeprowadzały kolejno firmy: Berschdorf w 1944, Franke z Rybnika (lata 1962–1965), Biernacki z Warszawy (1987–1988). Po 2003 roku instrumentem opiekowali się organmistrzowie: Mirosław Klonowski i Jan Wyleżoł.

### Dyspozycja
| Manuał I | Manuał II | Manuał III | Pedał |
| Pryncypał 16' Pryncypał 8' Doppelflöte 8' Hohlflöte 8' Gamba 8' Gemshorn 8' Dolce 8' Oktawa 4' Rohrflöte 4' Kwinta 2 2/3' Oktawa 2' Cornett 2-3f Mikstura 3-5f Fagott 16' Trąbka 8' Cor anglais 4' | Rohrgedackt 16' Geigen Principal 8' Flöte 8' Waldhorn 8' Fugara 8' Flauto cantabile 8' Salicional 8' Unda maris 8' Praestant 4' Flauto dolce 4' Pryncypał 2' Waldflöte 2' Sesquialter 2f Mikstura 1 1/3 – 4 ch Klarinette 8' | Burdon 16' Hornprincipal 8' Gedeck 8' Konzertflöte 8' Violine 8' Portunal 8' Quintatön 8' Aeoline 8' Vox coelestis 8' Pryncypał 4' Flauto traverso 4' Viola 4' Echo Mixtur 2-3f Szpicflet 2' Terz 1 3/5' Kwinta 1 1/3 Septime 1 1/7' Trompete 8' Oboe 8' | Principal bas 16' Wiolon 16' Subbas 16' Dulciana 16' Zartbas 16' Oktawbas 8' Flautbass 8' Cello 8' Octave 4' Quintbas 10 2/3' Kornet Posaune 16' Tuba 8' Clairon 4' |

Urządzenia dodatkowe: zamontowane nad III manuałem (dwie kombinacje), pod klawiaturą oraz nożne przy pedale.

### Organiści
Po oddaniu do użytku kościoła w Panewniku jako organiści posługiwali bracia zakonni. Na organach koncertował i akompaniował śpiew liturgiczny także kompozytor o. Ansgary Malina.
W latach 1956–1986 organistą w bazylice był Wiktor Pinkawa. Urodzony w Gogolinie 7 października 1917 roku. Po zetknięciu się z o. Ansgarym Maliną w kolegium franciszkańskim w Kobylinie, zaczął grać do mszy świętej. Od 1928 roku zamieszkał z rodziną w Ligocie. Podczas II wojny światowej amputowano mu nogę. Ukończył studia w Państwowej Wyższej Szkole Muzycznej w Katowicach. Pracował najpierw jako nauczyciel muzyki w VII Liceum Ogólnokształcącym w Ligocie, następnie w Szkole Szafranków w Rybniku. Był akompaniatorem panewnickiego Chóru im. św. Grzegorza. Komponował i opracowywał utwory chóralne, m.in. pieśń na chór „Niepokalana”. Zmarł 5 czerwca 2007 roku w Katowicach. Pochowany na cmentarzu komunalnym w Ligocie.
Od 1986 organistą jest Zygmunt Pinkawa. Urodzony w Katowicach 8 września 1944 roku. Absolwent Szkoły Szafranków w Rybniku oraz Wydziału Wychowania Muzycznego w Cieszynie. W latach 1970–2002 nauczyciel w katowickich szkołach podstawowych. W latach 1982–1984 dyrygent katowickiego Chóru Męskiego „Hejnał”. Wykładowca w  WSD Franciszkanów w Katowicach. Akompaniator Chóru im. św. Grzegorza przy bazylice panewnickiej.

## Dzwony
W wieżach wisi pięć dzwonów. Najmniejszy odlano w Odlewni dzwonów Karola Schwabe w Białej, trzy większe w Odlewni Fr. Drożdż, Fr. Kubica w Dąbrowie Górniczej. Największy, ważący ponad 2 tony jubileuszowy dzwon wykonano w ludwisarni Rudolfa Pernera w Pasawie. Szósty dzwon znajduje się w wieżyczce na sygnaturkę nad prezbiterium. 
|   | Imię                                  | Waga        | Ton    | Średnica (cm) | Rok odlania | Odlewnia                                                   |
| - | ------------------------------------- | ----------- | ------ | ------------- | ----------- | ---------------------------------------------------------- |
| 5 | Adam - Jan - Stanisław                | ok. 260 kg  | cis"   | 72 cm         | 1938        | Odlewnia dzwonów Karol Schwabe, Biała                      |
| 4 | św. Józef                             | ok. 400 kg  | h' (+) | 87 cm         | 1964        | Fr. Drożdż, Fr. Kubica, odlewnia dzwonów, Dąbrowa Górnicza |
| 3 | św. Antoni                            | ok. 800 kg  | gis'   | 111 cm        | 1964        | Fr. Drożdż, Fr. Kubica, odlewnia dzwonów, Dąbrowa Górnicza |
| 2 | św. Franciszek                        | ok. 1700 kg | e' (-) | 140 cm        | 1964        | Fr. Drożdż, Fr. Kubica, odlewnia dzwonów, Dąbrowa Górnicza |
| 1 | Maryja Wniebowzięta i św. Ludwik Król | ok. 2200 kg | cis'   | 151 cm        | 2008        | Ludwisarnia Rudolfa Pernera, Pasawa                        |

- Dzwony bazyliki